# کلان‌کشت درختی

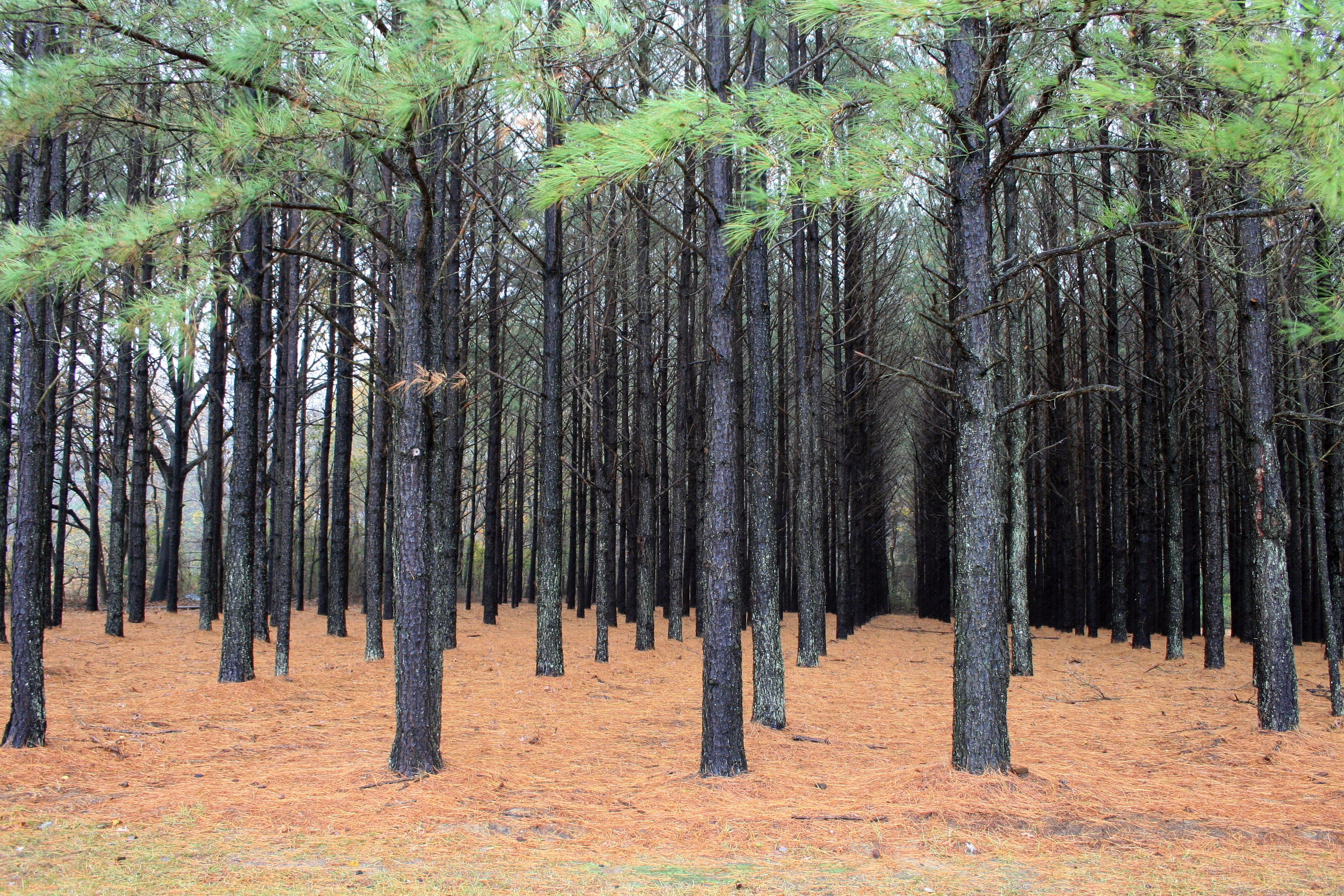
مزرعه کاج در ایالات متحده

کلان‌کشت درختی (به انگلیسی: Tree plantation)، مزرعه جنگلی، جنگل مزرعه‌ای، کشت الوار یا مزرعه درختی، جنگلی است که برای تولید چوب با حجم بالا، معمولاً با کاشت یک نوع درخت به عنوان جنگل تک‌کشتی (monoculture forest) کاشته می‌شود. اصطلاح مزرعه درختی (tree farm) همچنین برای اشاره به نهالستان و کشت درخت کریسمس به کار می‌رود.
جنگل کاری کاشت می‌تواند حجم بالایی از چوب را در مدت زمان کوتاهی تولید کند. مزارع توسط مقامات جنگلبانی دولتی (به عنوان مثال، کمیسیون جنگلداری در بریتانیا) و/یا صنایع کاغذ و چوب و سایر مالکان خصوصی (مانند صنایع Weyerhaeuser، Rayonier و Sierra Pacific در ایالات متحده یا آسیا Pulp &amp; Paper در اندونزی) رشد می‌کنند). درختان کریسمس اغلب در مزارع کشت می‌شوند و در جنوب و جنوب شرقی آسیا، مزارع گز اخیراً جایگزین جنگل‌های طبیعی شده‌اند.

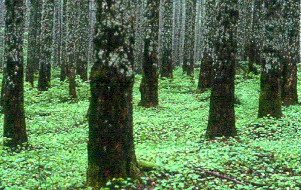
کلان‌کشت صنوبر داگلاس در واشینگتن، ایالات متحده

USDA دارای یک ماشین حساب آنلاین برای میزان کربن در انواع مختلف جنگل‌ها است.
در پروتکل کیوتو، پیشنهادهایی وجود دارد که استفاده از مزارع را برای کاهش سطح دی‌اکسید کربن تشویق می‌کند (اگرچه این ایده توسط برخی گروه‌ها به این دلیل که CO 2 جداشده در نهایت پس از برداشت آزاد می‌شود به چالش کشیده می‌شود).

مزرعه چای در باندونگ، اندونزی

در سال ۲۰۱۹، برآورد می‌شد که ۴۹ درصد از جنگل‌ها در ایالات متحده وابسته به خانواده‌ها است.